# Pimelopus noctis
Pimelopus noctis är en skalbaggsart som beskrevs av Arthur Sidney Olliff 1889. Pimelopus noctis ingår i släktet Pimelopus och familjen Dynastidae. Inga underarter finns listade i Catalogue of Life.